# Никодим (Горенко)
Митрополит Никодим (справжнє ім'я Горенко Віктор Васильович) (26 лютого 1972) — керівник Житомирської єпархії РПЦвУ.

## Біографія
Горенко Віктор народився 26 лютого 1972 року в с. Залісся Чорнобильського району Київської області. Після смерті матері Євдокії Іванівни (1980) сім'я переїхала до Чорнобиля. Після Чорнобильської катастрофи родину було евакуйовано до Кривого Рогу.
У 1987—91 рр. навчався в Криворізькому музичному училищі на вчителя музики й співу.
У 1991—93 рр. ніс строкову службу в ЗСУ.
З 1995 року працював у Києво-Печерській лаврі РПЦвУ, з липня 1996 року ніс послух у Володимир-Волинсько-Ковельського архієпископа Симеона.
14 грудня 1996 року єпископом Симеоном у Києво-Печерській Лаврі рукоположений у сан диякона.
3 грудня 1997 року нагороджений подвійним орарем.
10 грудня 1998 року зведений у сан протодиякона.
З 1998 по 2002 рік навчався в Київський духовній семінарії, з 2005 року здобував вищу освіту в Київській духовній академії УПЦ .
3 червня 2001 року єпископом Симеоном рукоположений у сан священика.
2 березня 2002 року в Свято-Успенському кафедральному соборі м. Володимира-Волинського єпископом Вишгородським Павлом пострижений у чернецтво, отримав ім'я Никодим на честь християнського персонажа.
19 травня 2002 року Митрополитом Володимиром введений у сан ігумена,
24 вересня 2003 року — у сан архімандрита.
27 серпня 2006 року призначений на посаду секретаря Володимир-Волинської єпархії.
1 травня 2007 р. рішенням синоду РПЦвУ обраний єпископом Шепетівським і Славутським. 3 червня 2007 відбулося наречення в Синодальному залі Київської Митрополії УПЦ (МП), а 4 червня 2007 р. введений в сан єпископа (хіротонія).
10 червня 2007 р. призначений керуючим Володимир-Волинською єпархією УПЦ (МП).
14 червня 2011 р. призначений керуючим Житомирською єпархією УПЦ (МП).
22 квітня 2012 року зведений у сан архієпископа.
28 липня 2017 року зведений у сан митрополита.
31 жовтня 2024 в числі 17 (із 53) правлячих і 14 (із 58) вікарних архієреїв УПЦ МП підписав заяву, в якій засудив анексію Російською Православною церквою Донецької єпархії, зняття її керівника митрополита Іларіона і заміни на росіянина, уродженця Рязанської області Росії, архієрея з Далекого Сходу.

## Розслідування
Незаконно заволодів майном релігійної громади — будинком на території Свято-Успенського Архієреського собору в Житомирі. Відновивши будинок, Віктор почав приватизацію землі, на котрій він розміщений, і яка надана в оренду релігійній громаді. Як з'ясувалось згодом, це землі історико- культурного призначення і приватизації не підлягають. Однак, Віктор продовжив боротися за приватизацію комунальної землі в центрі міста, незважаючи на декілька відмов Житомирської міської ради.

## Нагороди
Відзнака Президента України — ювілейна медаль «20 років незалежності України» (19 серпня 2011)